# Breeja Larson
Breeja Larson (n. 16 aprilie 1992, Mesa, Arizona, SUA) este o înotătoare americană, medaliată olimpică. A participat la o ediție a Jocurilor Olimpice (2012) în care a câștigat două medalii de aur.